# Gribow

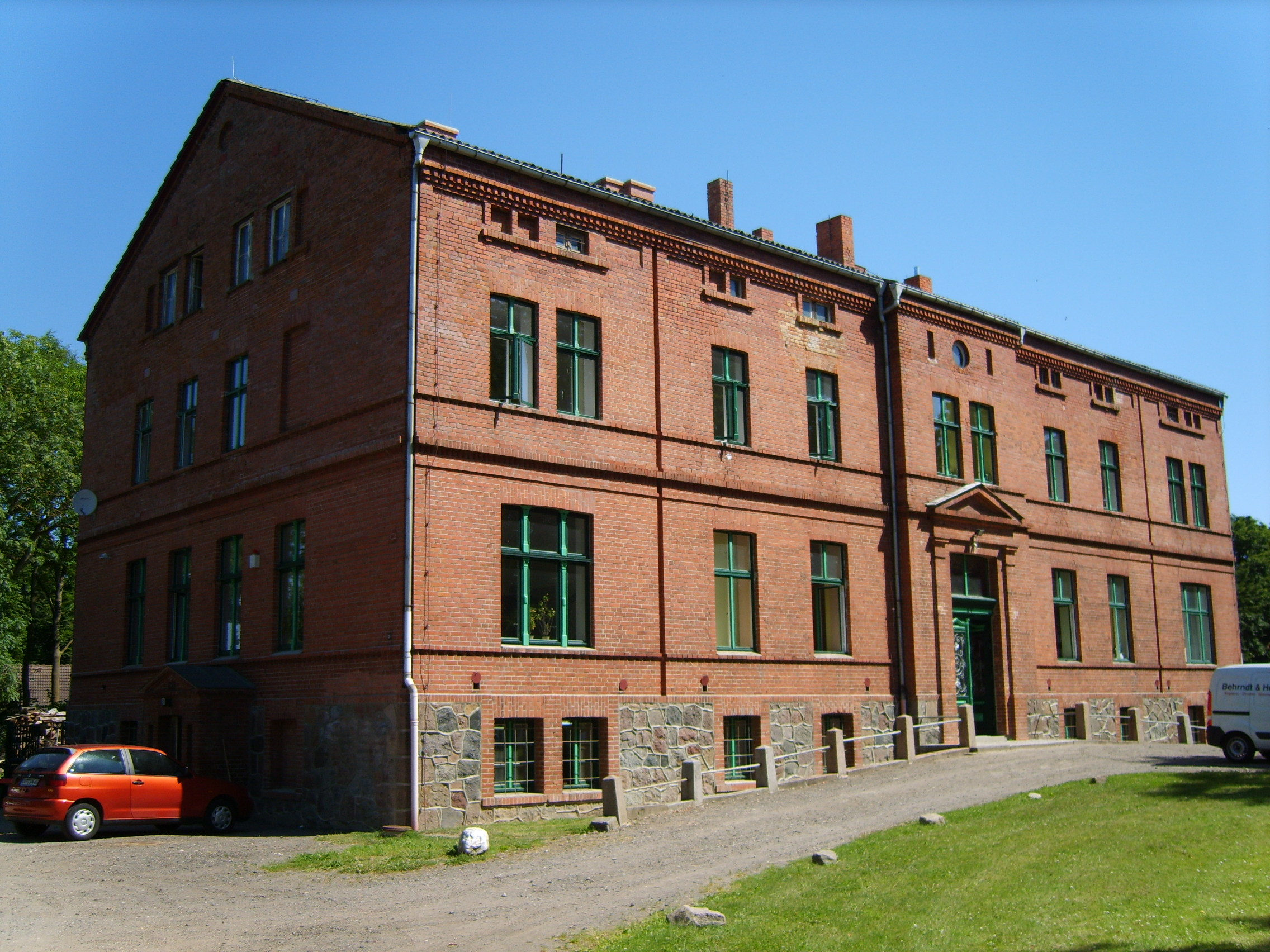
Gutshaus Gribow

Gribow ist eine Gemeinde im Landkreis Vorpommern-Greifswald in Mecklenburg-Vorpommern. Sie wird vom Amt Züssow mit Sitz in Züssow verwaltet. Sie hat 164 Einwohner (Stand: 31. Dezember 2015). Gribow ist damit die nach Einwohnern kleinste Gemeinde im Amt Züssow.

## Geografie

### Geografische Lage
Gribow liegt 22 Kilometer südwestlich von Wolgast und sechs Kilometer östlich von Gützkow und liegt auf einer Hochfläche mit 22 bis 26 Meter über NHN. Die Gemeinde wird von der Swinow aus Karlsburg kommend durchflossen, die südlich von Gützkow in die Peene mündet.

### Gemeindestruktur
Ortsteile
- Gloedenhof
- Gribow

### Nachbargemeinden
Das sind: Groß Kiesow im Norden, Züssow im Osten und Gützkow (Stadt) im Süden und Westen.

## Geschichte

### Gribow
Gribow wurde 1320 erstmals in Verbindung mit dem Personennamen Arnoldus de Gribowe urkundlich genannt, es war eine slawische Gründung, der Name bedeutet grip = Pilz. 1406 wird der Ort Grybow, dann aber ab 1489 mit dem aktuellen Namen Gribow bezeichnet, wobei auch nachfolgend noch die Schreibung mit -ie (Griebow) auftritt.
1514 erhielt Claus von Horn das Gut Gribow als Lehn. Er hatte seinen Hauptsitz aber in Ranzin, auch Schlatkow und Züssow waren neben Gribow Pertinenzen zu Ranzin. Er ließ 1514 das alte Fachwerk-Gutshaus in Gribow erbauen. Durch Erbteilung kam das Gut dann an Moritz und Henning von Horn, die aber erbenlos starben und mit ihnen endete diese Linie der Horn.
Das Gut kam 1625 an die Familie Buddezow (Bützow) mit den Bestandteilen Gribow, Züssow und Balitz (später Glödenhof). Gribow wurde ihr Stammsitz.
Durch hohe Verschuldung nach dem Dreißigjährigen Krieg ging die Familie in Konkurs, das Gut kam 1689 an Felix Heinrich von Gloeden, der die Gläubiger auszahlte. Er hatte bereits 1669 einige Höfe in Gribow und Balitz erworben.
Die Familie von Gloeden mehrte den Besitz, indem verpfändete Einzelhöfe in Gribow und Balitz aufgekauft wurden. Der Ortsname Balitz wurde in den Namen Glödenhof gewandelt. 1863 verkaufte Carl Gustav von Gloeden das Gut, es galt als so genannter alter Besitz, an seinen Neffen Theodor Bernhard Bunge. Da das Gut noch verpachtet war, bezogen die Familie erst 1867 das Herrenhaus. Jetzt begann Bunge mit dem Aufbau der Wirtschaftsgebäude.
Erwähnenswert ist die große noch gut erhaltene Fachwerkscheune südlich des Gutshauses.
Östlich des Ortes lag vor 1835 laut Preuß. Urmeßtischblatt eine Wassermühle am Swinow-Bach, die aber schon vor 1880 verschwand. Heute zeugt davon nur noch der Mühlteich.
Die Wirtschaftsgebäude waren in der Regel Kombinationen aus Feld- und Backsteinen. Zwei größere Landarbeiter-Wohnhäuser ergänzten das Gut.
1865 hatte Gribow 119 Einwohner, 1 Schule, 10 Wohnhäuser und 16 Wirtschaftsgebäude.
1875 übergab Theodor Bunge das Gut an seinen Sohn Axel Bunge, der wirtschaftlich sehr erfolgreich arbeitete und vorher bereits für seinen Vater wirtschaftete. 1886 ließ er die heute noch stehende Schmiede bauen und nachdem Wirtschaftshaus, Hühnerstall und wenig später auch das 300 Jahre alte Herrenhaus abgebrannt waren, ließ er 1888 das neue Gutshaus erbauen. Die Klinkerbauweise war eigentlich für dieses Gebiet unüblich. Weitere Wirtschaftsbauten folgten. Er war Mitbegründer der Züssower Molkerei 1890 und förderte 1897 den Bau der Kleinbahn. 1921 starb Axel Bunge, für ihn wurde für seine erfolgreiche 50-jährige Arbeit in Gribow ein Gedenkstein im Park aufgerichtet.
Seit 1897 verlief die Strecke der Greifswald-Jarmener Kleinbahn (GJK) mit ihrem Abzweig Dargezin – Züssow durch Gut und Ort Gribow. 1945 wurde die Strecke demontiert und als Reparation an die Sowjetunion geliefert. Heute wird der Rest des Bahndammes von Gribow nach Züssow über Ranzin als Rad- und Wanderweg genutzt.
Nach dem Zweiten Weltkrieg und der Enteignung der Besitzerfamilie Bunge wurde das Gutshaus seit 1951 als Schule, ab 1980 als Lehrlingswohnheim genutzt.
Nach der Bodenreform von 1945 wurde das Gutsareal unter 44 Neubauern aufgeteilt. Nach der Gründung der eigenen LPG 1955 ging dann diese 1973 in der KAP Ranzin auf.
Die Wiecker Landwirtschafts GmbH (privatisierte LPG (P) Gützkow) richtete dann mit der ausgegliederten Boddenland GmbH in den modernisierten Anlagen eine Tierproduktionsabteilung, besonders die Puten- und Rindermast, ein.
Seit 1992 steht das Gutshaus unter Denkmalschutz. Durch die zentrale Lage im Ort ist das Gebäude ortsbildprägend.
Nach dem Leerstand seit 1994 begannen 2002 Sanierungsarbeiten. Im Jahr 2009 wurde im zweiten Bauabschnitt die erste Dachhälfte saniert und neu gedeckt. Der dritte Bauabschnitt sah vor, dass die andere Dachhälfte saniert werden sollte. Heute unterhält der Arbeits- und Strukturförderverein Vorpommern Arbeits- und Verwaltungsräume, ein Café, einen Pferdehof, eine Schaumanufaktur und eine Jagd- und Naturausstellung im Gebäude bzw. in den angrenzenden Wirtschaftsgebäuden des ehemaligen Gutes.
Gribow hatte am 31. Dezember 2014 133 Einwohner mit Hauptwohnung und 6 mit Nebenwohnung.
Gribow hatte am 31. Dezember 2015 121 Einwohner mit Hauptwohnung und 5 mit Nebenwohnung.

### Glödenhof
Glödenhof wurde schon 1185 und später als Bubalitz auch Balitz urkundlich genannt. Es war eine slawische Gründung und bedeutete Bohne oder Bauer ohne Land.
Vom 13. Jahrhundert an war eine Familie von Butzow (auch viele andere Schreibungen) bis 1698 im Besitz von Bubalitz/Balitz. Dann erfolgte wegen der Insolvenz die Übergabe an Familie Gloeden.
1814 wurde auf Antrag von Hans Felix Conrad von Gloeden der Ort mit Genehmigung der Regierung in Gloedenhof umbenannt. 1863 übernahm dann Abraham  Friedrich Bunge das Gut, er hatte eine von Gloeden zur Frau.
Glödenhof hatte 1865 70 Einwohner, 6 Wohnhäuser und 6 Wirtschaftsgebäude.
Die Bunge´s hatten dann bis 1945 das Gut Gribow mit der Pertinenz Glödenhof in Besitz.
Nach 1945 hatte Glödenhof die gleiche Entwicklung wie Gribow, ist aber seit den 1960er Jahren nur noch eine Wohnsiedlung.
Glödenhof hatte am 31. Dezember 2014 38 Einwohner mit Hauptwohnung und 1 mit Nebenwohnung.
Glödenhof hatte am 31. Dezember 2015 37 Einwohner mit Hauptwohnung und 1 mit Nebenwohnung.

## Politik

### Gemeindevertretung und Bürgermeister
Der Gemeinderat besteht (inkl. Bürgermeister) aus 7 Mitgliedern. Die Wahl zum Gemeinderat am 26. Mai 2019 hatte folgende Ergebnisse:
| Partei/Bewerber               | Prozent | Sitze |
| ----------------------------- | ------- | ----- |
| Wählergemeinschaft für Gribow | 91,16   | 5     |
| Einzelbewerberin Hohberg      | 8,84    | 1     |

Bürgermeister der Gemeinde ist Thomas Peterson, er wurde mit 84,16 % der Stimmen gewählt.

### Wappen, Flagge, Dienstsiegel
Die Gemeinde verfügt über kein amtlich genehmigtes Hoheitszeichen, weder Wappen noch Flagge. Als Dienstsiegel wird das kleine Landessiegel mit dem Wappenbild des Landesteils Vorpommern geführt. Es zeigt einen aufgerichteten Greifen mit aufgeworfenem Schweif und der Umschrift „GEMEINDE GRIBOW“.

## Sehenswürdigkeiten

### Bauwerke
- Gutsanlage Gribow, besonders auch mit den Innenräumen des Gutshauses
- Landarbeiterhäuser und alte Dorfschule in Gribow
- Schmiede und Stellmacherei Gribow
- Parkmauer und Pavillon Gribow

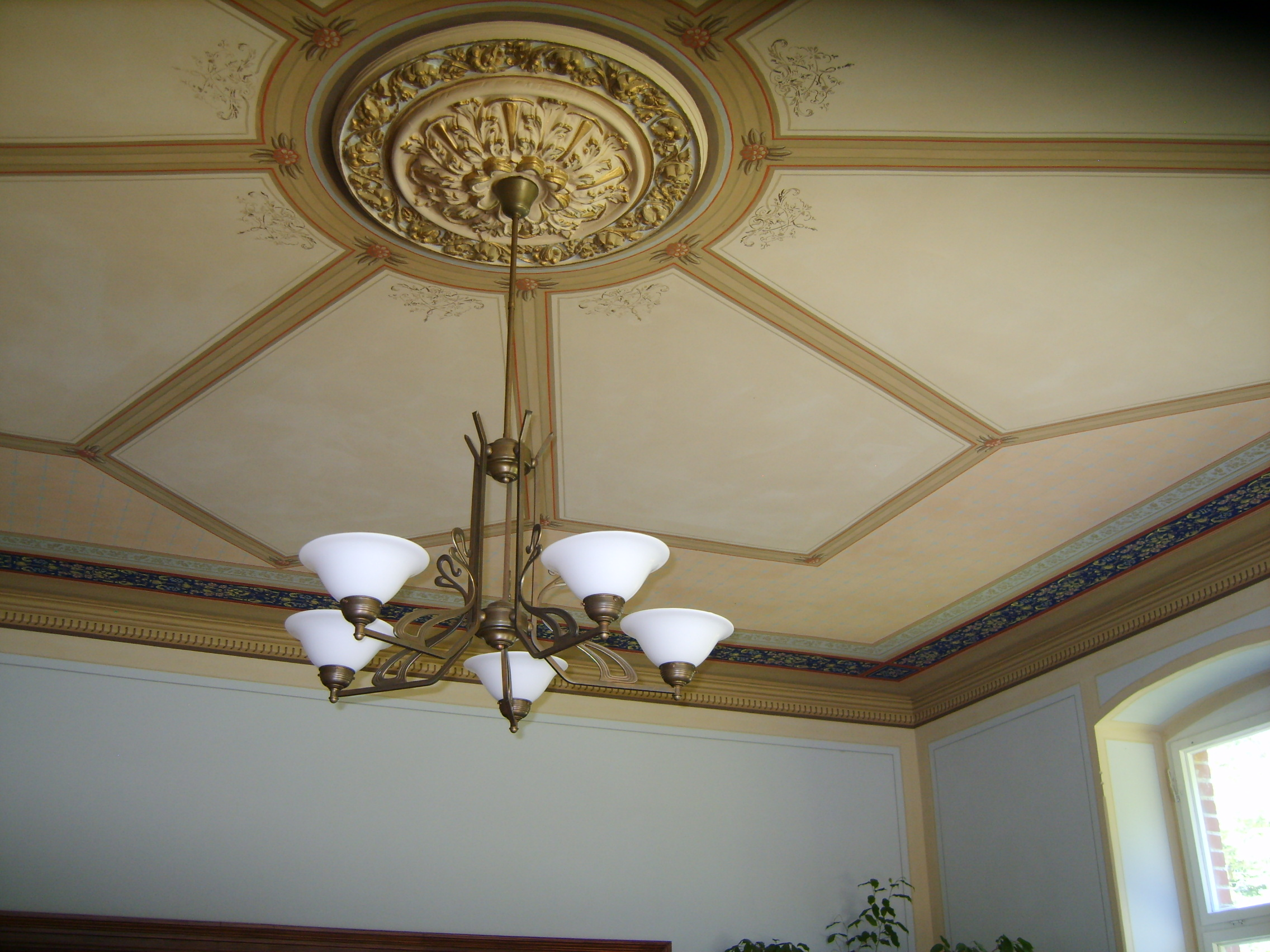
Saal im Gutshaus Gribow – Stuck und Ausmalung
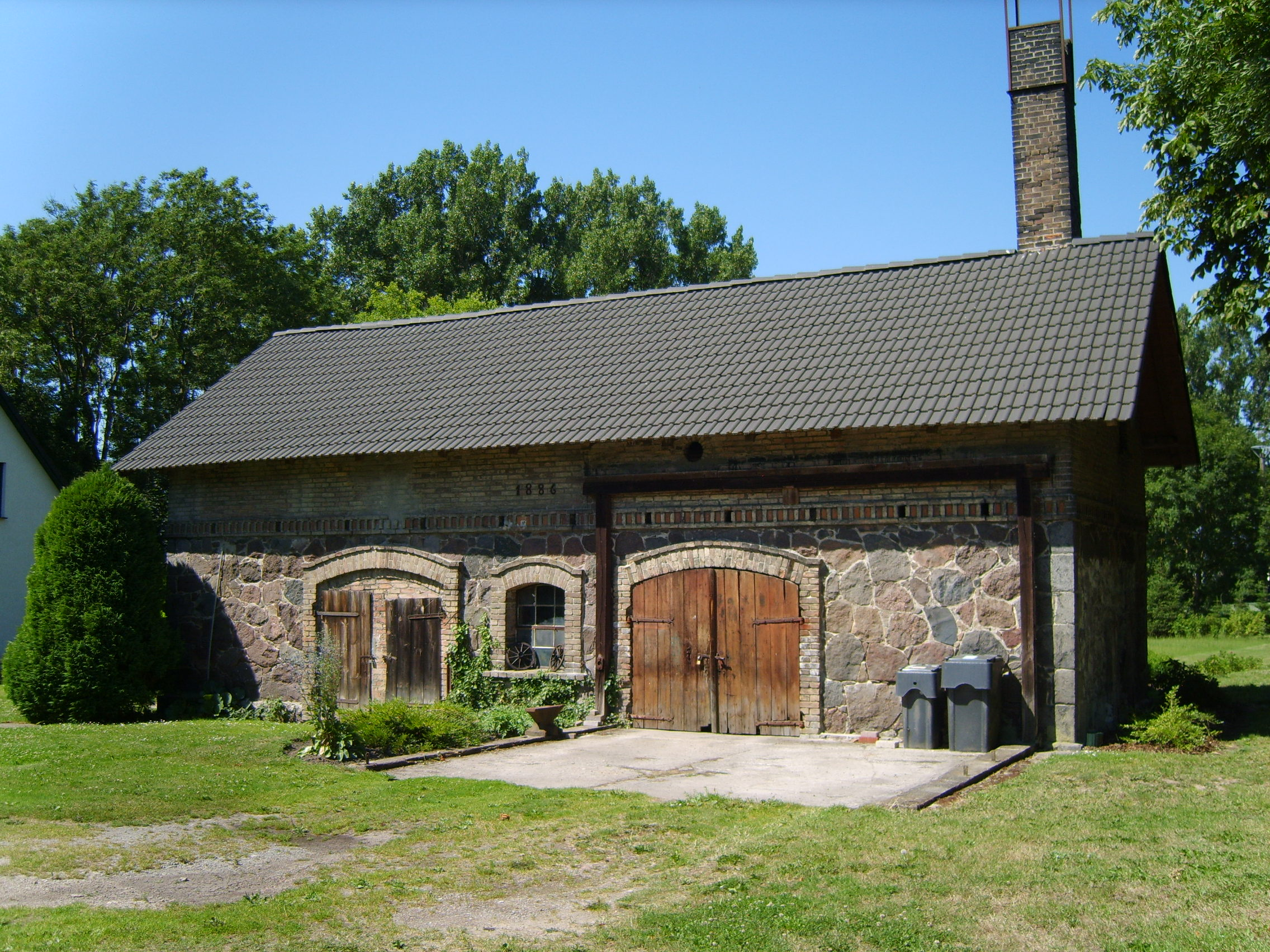
Alte Schmiede Gut Gribow
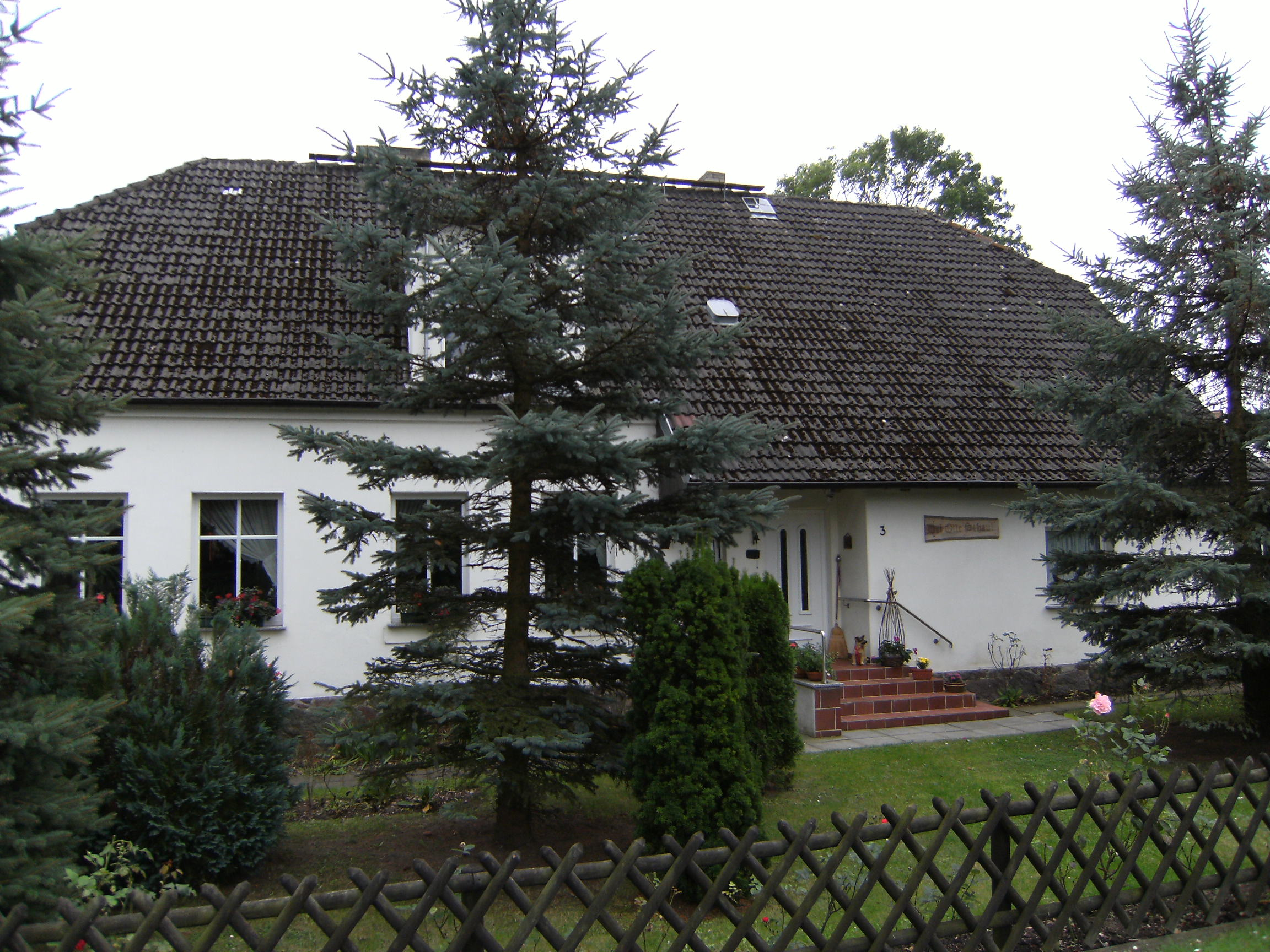
Alte Schule Gribow
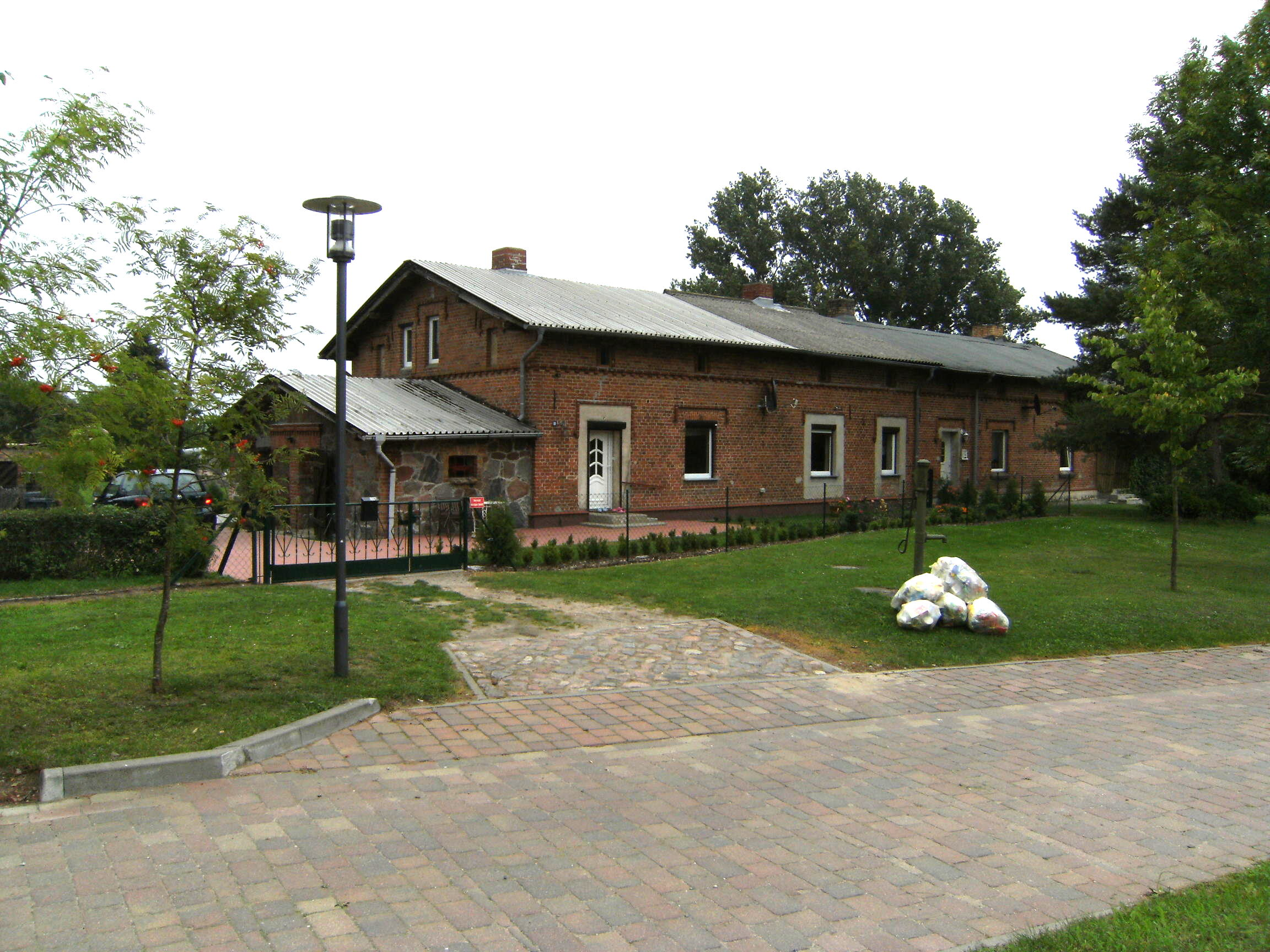
Landarbeiterhaus Gribow
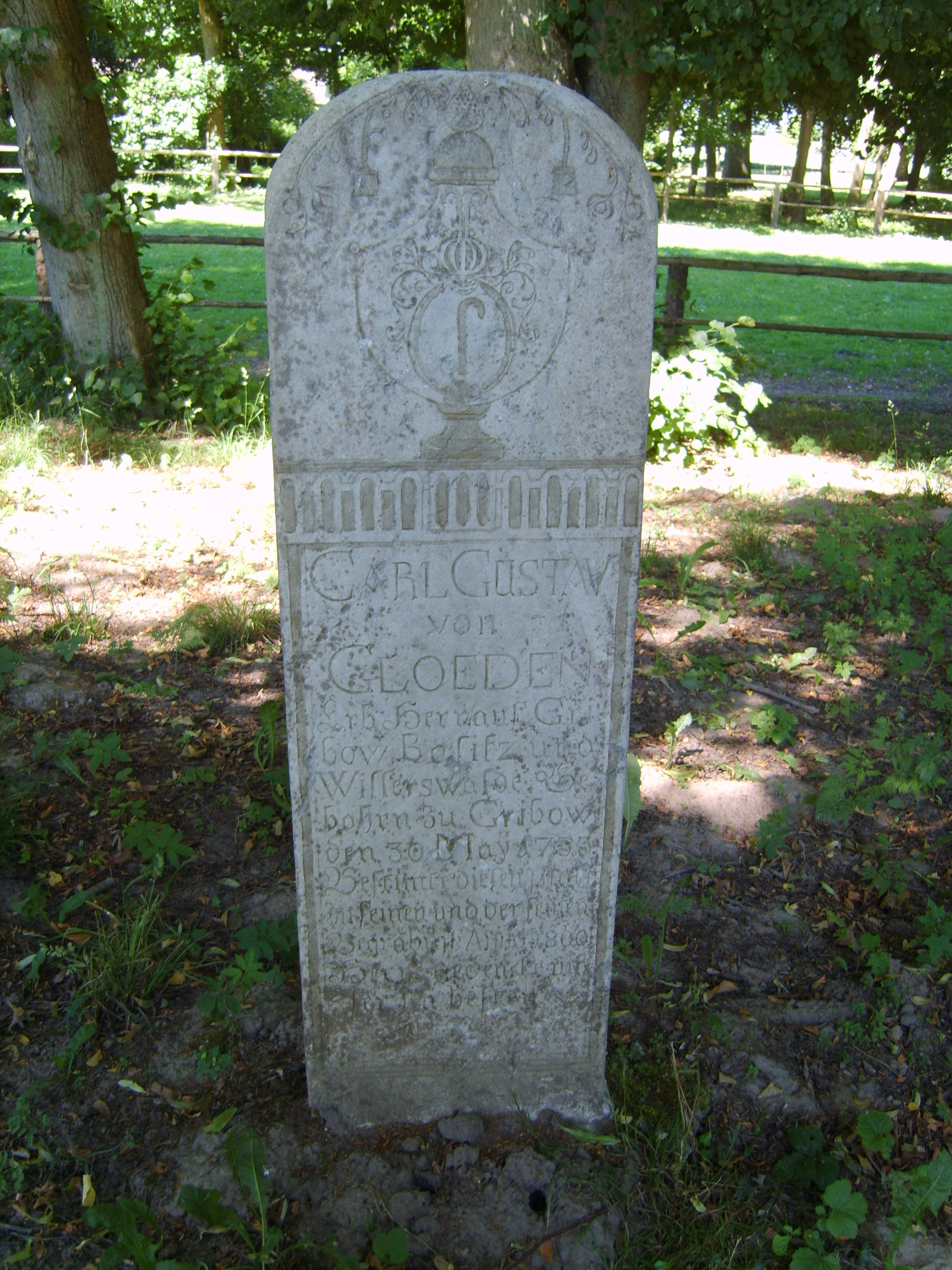
Gedenkstein v. Gloeden in Gribow
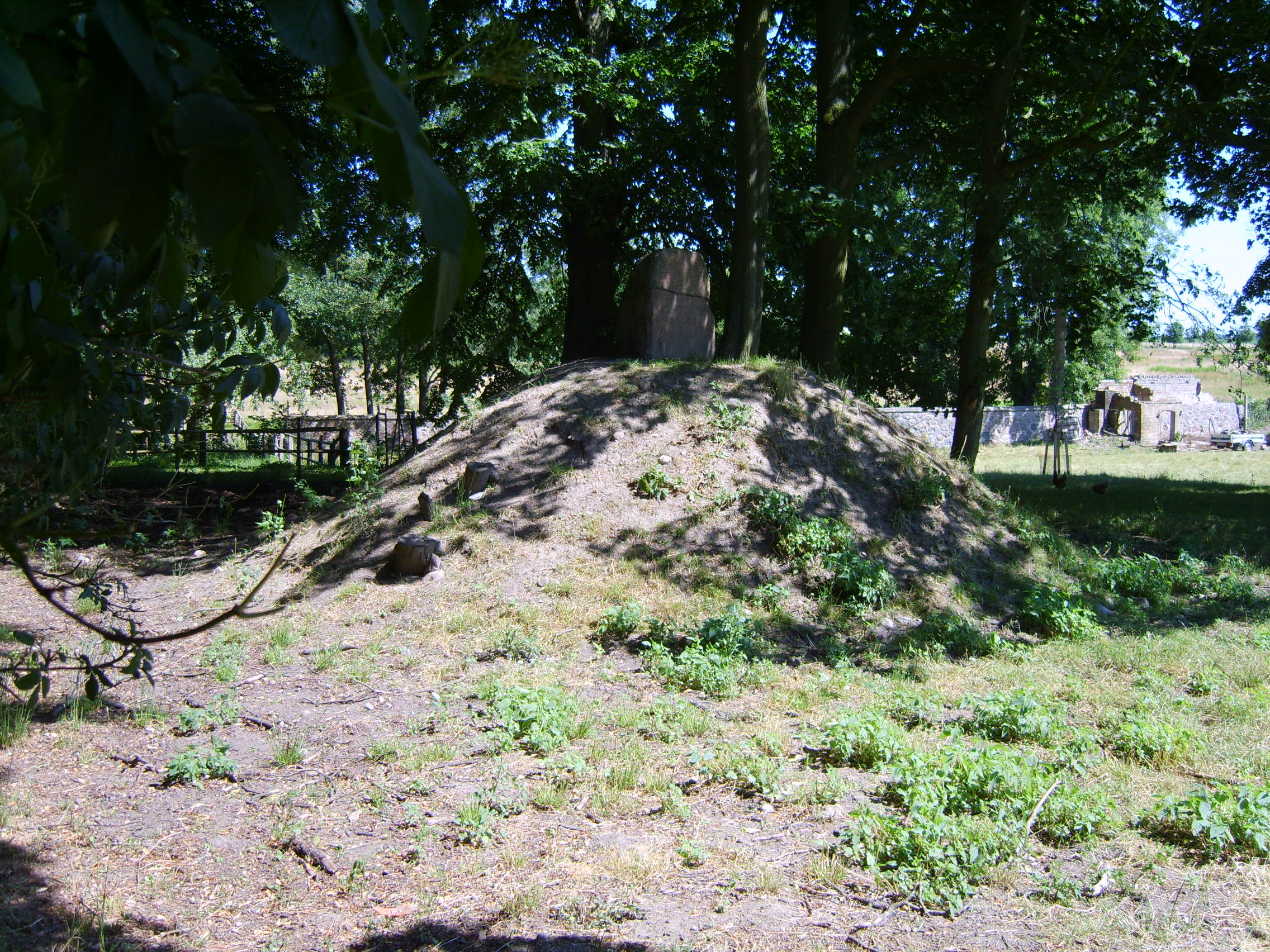
Gedenkstein, Pavillon, Mauer im Park Gribow

### Grünanlagen und Naherholung
- Gutspark mit Grabstätte der Familien Bunge und von Gloeden, Denkmalhügel
- Eiche am Straßenabzweig nach Glödenhof
- An der Swinow liegt der so genannte „Eichberg“, eine flache Erhebung um die kreisförmig ehemals 7, jetzt aber nur noch 5 Eichen stehen. Im Volksmund wird eine vorgeschichtliche Kultstätte vermutet.
- Nordwestlich des Ortes liegt als Abschluss des vorpommerschen Salzgürtels eine Salzwiese.

## Wirtschaft und Infrastruktur

### Unternehmen
Vor Ort ist der Arbeits- und Strukturförderverein Vorpommern e. V. im Gutshaus und den Gutsgebäuden ansässig, der Verein betreibt einen Reiterhof mit Stallanlagen, Kutschenremise und Reithalle, eine Jagdausstellung und betreut verschiedene öffentliche Einrichtungen, wie z. B. die Badeanstalt in Gützkow und das Landgut Lüssow.
Die „Landwirtschaft Boddenland Gützkow GmbH - Standort Gribow“ betreibt im Ort eine größere Stallanlage mit Putenmast und Milchviehaufzucht. Sie ist für die Gemeinde wichtigster Arbeitgeber.
Gribow hat weiterhin Gewerbebetriebe und auf dem ehemaligen Abfalldeponieberg eine Solaranlage. Die ehemaligen LPG-Anlagen in Richtung Züssow werden privat genutzt.

### Verkehr
Von 1897 bis 1945 durchschnitt die Greifswald-Jarmener Kleinbahn (GJK) mit der Linie von Dargezin und Züssow den Ort.
Der ab Gribow erhaltene Bahndamm wird bis Züssow als Radweg genutzt, ist aber nicht sehr gut gepflegt.
Durch die Gemeinde verläuft die Bundesstraße 111. Die Bundesautobahn 20 ist über die Anschlussstelle Gützkow in 9 Kilometern erreichbar. Nach Glödenhof führt eine Gemeindestraße, die bis Lüssow mit einer Plattenstraße verlängert wird. Ab Glödenhof geht nach Owstin ein Landweg, wie auch ab Gribow nach Dambeck.